# Nepenthes rhombicaulis
Nepenthes rhombicaulis Sh.Kurata, 1973 è una pianta carnivora della famiglia Nepenthaceae, endemica di Sumatra, dove cresce a 1600–2000 m.

## Conservazione
La Lista rossa IUCN classifica Nepenthes rhombicaulis come specie vulnerabile.